# Will Crothers
Will Crothers, född den 14 juni 1987 i Kingston i Ontario, är en kanadensisk roddare.
Han tog OS-silver i åtta med styrman i samband med de olympiska roddtävlingarna 2012 i London.